# 진수경
진수경은 대한민국의 가수다. 본명은 이수경이다.

## 음반
- KBS 노래가 좋아 No.1 나도사랑해 -K Pop 트로트 진수경 Vol.1 (Prod. 권노해만) (2018)